# Grupp 2 i kvalspelet till världsmästerskapet i fotboll 2006 (Uefa)
Grupp 2 i kvalspelet till världsmästerskapet i fotboll 2006 (Uefa) var en Uefakvalgrupp till världsmästerskapet i fotboll 2006. I gruppen spelade Albanien, Danmark, Georgien, Grekland, Kazakstan, Turkiet och Ukraina.
Gruppen vanns av Ukraina, som kvalificerade sig för världsmästerskapet i fotboll 2006. Tvåan Turkiet gick vidare till playoff där de förlorade mot Schweiz på bortamål, efter sammanlagt 4–4.

## Tabell
| Nr | Lag       | S  | V | O | F  | GM | IM | MS  | P  |
| -- | --------- | -- | - | - | -- | -- | -- | --- | -- |
| 1  | Ukraina   | 12 | 7 | 4 | 1  | 18 | 7  | +11 | 25 |
| 2  | Turkiet   | 12 | 6 | 5 | 1  | 23 | 9  | +14 | 23 |
| 3  | Danmark   | 12 | 6 | 4 | 2  | 24 | 12 | +12 | 22 |
| 4  | Grekland  | 12 | 6 | 3 | 3  | 15 | 9  | +6  | 21 |
| 5  | Albanien  | 12 | 4 | 1 | 7  | 11 | 20 | −9  | 13 |
| 6  | Georgien  | 12 | 2 | 4 | 6  | 14 | 25 | −11 | 10 |
| 7  | Kazakstan | 12 | 0 | 1 | 11 | 6  | 29 | −23 | 1  |

| Hemma \ Borta | Albanien | Danmark | Georgien | Grekland | Kazakstan | Turkiet | Ukraina |
| Albanien      | —        | 0–2     | 3–2      | 2–1      | 2–1       | 0–1     | 0–2     |
| Danmark       | 3–1      | —       | 6–1      | 1–0      | 3–0       | 1–1     | 1–1     |
| Georgien      | 2–0      | 2–2     | —        | 1–3      | 0–0       | 2–5     | 1–1     |
| Grekland      | 2–0      | 2–1     | 1–0      | —        | 3–1       | 0–0     | 0–1     |
| Kazakstan     | 0–1      | 1–2     | 1–2      | 1–2      | —         | 0–6     | 1–2     |
| Turkiet       | 2–0      | 2–2     | 1–1      | 0–0      | 4–0       | —       | 0–3     |
| Ukraina       | 2–2      | 1–0     | 2–0      | 1–1      | 2–0       | 0–1     | —       |

## Resultat
|       | 2004-09-04 | Danmark      | 1 – 1   | Ukraina   | Parken Stadium, Köpenhamn                  |                                            |
| 20:00 | 20:00      | Jørgensen 9′ | Rapport | Husin 56′ | Publik: 36 335 Domare: Urs Meier (Schweiz) | Publik: 36 335 Domare: Urs Meier (Schweiz) |
| 20:00 | 20:00      |              |         |           | Publik: 36 335 Domare: Urs Meier (Schweiz) | Publik: 36 335 Domare: Urs Meier (Schweiz) |
| 20:00 | 20:00      |              |         |           | Publik: 36 335 Domare: Urs Meier (Schweiz) | Publik: 36 335 Domare: Urs Meier (Schweiz) |

|       | 2004-09-04 | Turkiet   | 1 – 1   | Georgien     | Trabzon Hüseyin Avni Aker Stadium, Trabzon             |                                                        |
| 20:00 | 20:00      | Tekke 49′ | Rapport | Asatiani 85′ | Publik: 10 169 Domare: Luis Medina Cantalejo (Spanien) | Publik: 10 169 Domare: Luis Medina Cantalejo (Spanien) |
| 20:00 | 20:00      |           |         |              | Publik: 10 169 Domare: Luis Medina Cantalejo (Spanien) | Publik: 10 169 Domare: Luis Medina Cantalejo (Spanien) |
| 20:00 | 20:00      |           |         |              | Publik: 10 169 Domare: Luis Medina Cantalejo (Spanien) | Publik: 10 169 Domare: Luis Medina Cantalejo (Spanien) |

|       | 2004-09-04 | Albanien            | 2 – 1   | Grekland           | Qemal Stafa, Tirana                                         |                                                             |
| 20:45 | 20:45      | Murati 2′ Aliaj 11′ | Rapport | Giannakopoulos 38′ | Publik: 15 800 Domare: Eduardo Iturralde González (Spanien) | Publik: 15 800 Domare: Eduardo Iturralde González (Spanien) |
| 20:45 | 20:45      |                     |         |                    | Publik: 15 800 Domare: Eduardo Iturralde González (Spanien) | Publik: 15 800 Domare: Eduardo Iturralde González (Spanien) |
| 20:45 | 20:45      |                     |         |                    | Publik: 15 800 Domare: Eduardo Iturralde González (Spanien) | Publik: 15 800 Domare: Eduardo Iturralde González (Spanien) |

|       | 2004-09-08 | Georgien                    | 2 – 0   | Albanien | Mikheil Meskhi Stadium, Tbilisi                   |                                                   |
| 20:00 | 20:00      | Iashvili 15′ Demetradze 91′ | Rapport |          | Publik: 20 000 Domare: Mark Courtney (Nordirland) | Publik: 20 000 Domare: Mark Courtney (Nordirland) |
| 20:00 | 20:00      |                             |         |          | Publik: 20 000 Domare: Mark Courtney (Nordirland) | Publik: 20 000 Domare: Mark Courtney (Nordirland) |
| 20:00 | 20:00      |                             |         |          | Publik: 20 000 Domare: Mark Courtney (Nordirland) | Publik: 20 000 Domare: Mark Courtney (Nordirland) |

|       | 2004-09-08 | Kazakstan     | 1 – 2   | Ukraina              | Almaty Central Stadium, Almaty                  |                                                 |
| 21:00 | 21:00      | Karpovich 34′ | Rapport | Byelik 14′ Rotan 90′ | Publik: 23 000 Domare: Pedro Proença (Portugal) | Publik: 23 000 Domare: Pedro Proença (Portugal) |
| 21:00 | 21:00      |               |         |                      | Publik: 23 000 Domare: Pedro Proença (Portugal) | Publik: 23 000 Domare: Pedro Proença (Portugal) |
| 21:00 | 21:00      |               |         |                      | Publik: 23 000 Domare: Pedro Proença (Portugal) | Publik: 23 000 Domare: Pedro Proença (Portugal) |

|       | 2004-09-08 | Grekland | 0 – 0   | Turkiet | Karaiskakis Stadium, Pireus                   |                                               |
| 21:45 | 21:45      |          | Rapport |         | Publik: 32 182 Domare: Anders Frisk (Sverige) | Publik: 32 182 Domare: Anders Frisk (Sverige) |
| 21:45 | 21:45      |          |         |         | Publik: 32 182 Domare: Anders Frisk (Sverige) | Publik: 32 182 Domare: Anders Frisk (Sverige) |
| 21:45 | 21:45      |          |         |         | Publik: 32 182 Domare: Anders Frisk (Sverige) | Publik: 32 182 Domare: Anders Frisk (Sverige) |

|       | 2004-10-09 | Ukraina        | 1 – 1   | Grekland     | Olimpiysky National Sports Complex, Kiev                |                                                         |
| 19:15 | 19:15      | Shevchenko 48′ | Rapport | Tsiartas 83′ | Publik: 56 000 Domare: Manuel Mejuto González (Spanien) | Publik: 56 000 Domare: Manuel Mejuto González (Spanien) |
| 19:15 | 19:15      |                |         |              | Publik: 56 000 Domare: Manuel Mejuto González (Spanien) | Publik: 56 000 Domare: Manuel Mejuto González (Spanien) |
| 19:15 | 19:15      |                |         |              | Publik: 56 000 Domare: Manuel Mejuto González (Spanien) | Publik: 56 000 Domare: Manuel Mejuto González (Spanien) |

|       | 2004-10-09 | Turkiet                                 | 4 – 0   | Kazakstan | Şükrü Saracoğlu Stadium, Istanbul                  |                                                    |
| 20:00 | 20:00      | Gökdeniz 17′ Nihat 50′ Tekke 90′, 90+3′ | Rapport |           | Publik: 39 900 Domare: Vladimír Hriňák (Slovakien) | Publik: 39 900 Domare: Vladimír Hriňák (Slovakien) |
| 20:00 | 20:00      |                                         |         |           | Publik: 39 900 Domare: Vladimír Hriňák (Slovakien) | Publik: 39 900 Domare: Vladimír Hriňák (Slovakien) |
| 20:00 | 20:00      |                                         |         |           | Publik: 39 900 Domare: Vladimír Hriňák (Slovakien) | Publik: 39 900 Domare: Vladimír Hriňák (Slovakien) |

|       | 2004-10-09 | Albanien | 0 – 2   | Danmark                    | Qemal Stafa, Tirana                             |                                                 |
| 20:45 | 20:45      |          | Rapport | Jørgensen 52′ Tomasson 72′ | Publik: 14 500 Domare: Yuri Baskakov (Ryssland) | Publik: 14 500 Domare: Yuri Baskakov (Ryssland) |
| 20:45 | 20:45      |          |         |                            | Publik: 14 500 Domare: Yuri Baskakov (Ryssland) | Publik: 14 500 Domare: Yuri Baskakov (Ryssland) |
| 20:45 | 20:45      |          |         |                            | Publik: 14 500 Domare: Yuri Baskakov (Ryssland) | Publik: 14 500 Domare: Yuri Baskakov (Ryssland) |

|       | 2004-10-13 | Ukraina                   | 2 – 0   | Georgien | Ukraina Stadium, Lviv                            |                                                  |
| 19:15 | 19:15      | Byelik 12′ Shevchenko 79′ | Rapport |          | Publik: 28 000 Domare: Wolfgang Stark (Tyskland) | Publik: 28 000 Domare: Wolfgang Stark (Tyskland) |
| 19:15 | 19:15      |                           |         |          | Publik: 28 000 Domare: Wolfgang Stark (Tyskland) | Publik: 28 000 Domare: Wolfgang Stark (Tyskland) |
| 19:15 | 19:15      |                           |         |          | Publik: 28 000 Domare: Wolfgang Stark (Tyskland) | Publik: 28 000 Domare: Wolfgang Stark (Tyskland) |

|       | 2004-10-13 | Kazakstan | 0 – 1   | Albanien  | Almaty Central Stadium, Almaty                    |                                                   |
| 20:00 | 20:00      |           | Rapport | Bushi 61′ | Publik: 12 300 Domare: Fritz Stuchlik (Österrike) | Publik: 12 300 Domare: Fritz Stuchlik (Österrike) |
| 20:00 | 20:00      |           |         |           | Publik: 12 300 Domare: Fritz Stuchlik (Österrike) | Publik: 12 300 Domare: Fritz Stuchlik (Österrike) |
| 20:00 | 20:00      |           |         |           | Publik: 12 300 Domare: Fritz Stuchlik (Österrike) | Publik: 12 300 Domare: Fritz Stuchlik (Österrike) |

|       | 2004-10-13 | Danmark             | 1 – 1   | Turkiet   | Parken Stadium, Köpenhamn                          |                                                    |
| 20:00 | 20:00      | Tomasson 27′ (str.) | Rapport | Nihat 70′ | Publik: 41 331 Domare: Massimo De Santis (Italien) | Publik: 41 331 Domare: Massimo De Santis (Italien) |
| 20:00 | 20:00      |                     |         |           | Publik: 41 331 Domare: Massimo De Santis (Italien) | Publik: 41 331 Domare: Massimo De Santis (Italien) |
| 20:00 | 20:00      |                     |         |           | Publik: 41 331 Domare: Massimo De Santis (Italien) | Publik: 41 331 Domare: Massimo De Santis (Italien) |

|       | 2004-11-17 | Turkiet | 0 – 3   | Ukraina                       | Şükrü Saracoğlu Stadium, Istanbul                 |                                                   |
| 20:30 | 20:30      |         | Rapport | Husyev 8′ Shevchenko 17′, 88′ | Publik: 40 486 Domare: Lucílio Batista (Portugal) | Publik: 40 486 Domare: Lucílio Batista (Portugal) |
| 20:30 | 20:30      |         |         |                               | Publik: 40 486 Domare: Lucílio Batista (Portugal) | Publik: 40 486 Domare: Lucílio Batista (Portugal) |
| 20:30 | 20:30      |         |         |                               | Publik: 40 486 Domare: Lucílio Batista (Portugal) | Publik: 40 486 Domare: Lucílio Batista (Portugal) |

|       | 2004-11-17 | Georgien                    | 2 – 2   | Danmark          | Mikheil Meskhi Stadium, Tbilisi                  |                                                  |
| 21:00 | 21:00      | Demetradze 33′ Asatiani 76′ | Rapport | Tomasson 7′, 64′ | Publik: 20 000 Domare: Darko Čeferin (Slovenien) | Publik: 20 000 Domare: Darko Čeferin (Slovenien) |
| 21:00 | 21:00      |                             |         |                  | Publik: 20 000 Domare: Darko Čeferin (Slovenien) | Publik: 20 000 Domare: Darko Čeferin (Slovenien) |
| 21:00 | 21:00      |                             |         |                  | Publik: 20 000 Domare: Darko Čeferin (Slovenien) | Publik: 20 000 Domare: Darko Čeferin (Slovenien) |

|       | 2004-11-17 | Grekland                            | 3 – 1   | Kazakstan   | Karaiskakis Stadium, Pireus                            |                                                        |
| 21:30 | 21:30      | Charisteas 24′, 46′ Katsouranis 85′ | Rapport | Baltiev 88′ | Publik: 31 838 Domare: Kostadin Kostadinov (Bulgarien) | Publik: 31 838 Domare: Kostadin Kostadinov (Bulgarien) |
| 21:30 | 21:30      |                                     |         |             | Publik: 31 838 Domare: Kostadin Kostadinov (Bulgarien) | Publik: 31 838 Domare: Kostadin Kostadinov (Bulgarien) |
| 21:30 | 21:30      |                                     |         |             | Publik: 31 838 Domare: Kostadin Kostadinov (Bulgarien) | Publik: 31 838 Domare: Kostadin Kostadinov (Bulgarien) |

|       | 2005-02-09 | Albanien | 0 – 2   | Ukraina             | Qemal Stafa, Tirana                            |                                                |
| 19:45 | 19:45      |          | Rapport | Rusol 40′ Husin 59′ | Publik: 12 000 Domare: Steve Bennett (England) | Publik: 12 000 Domare: Steve Bennett (England) |
| 19:45 | 19:45      |          |         |                     | Publik: 12 000 Domare: Steve Bennett (England) | Publik: 12 000 Domare: Steve Bennett (England) |
| 19:45 | 19:45      |          |         |                     | Publik: 12 000 Domare: Steve Bennett (England) | Publik: 12 000 Domare: Steve Bennett (England) |

|       | 2005-02-09 | Grekland                         | 2 – 1   | Danmark       | Karaiskakis Stadium, Pireus                        |                                                    |
| 21:30 | 21:30      | Zagorakis 25′ Basinas 32′ (str.) | Rapport | Rommedahl 46′ | Publik: 32 430 Domare: Pierluigi Collina (Italien) | Publik: 32 430 Domare: Pierluigi Collina (Italien) |
| 21:30 | 21:30      |                                  |         |               | Publik: 32 430 Domare: Pierluigi Collina (Italien) | Publik: 32 430 Domare: Pierluigi Collina (Italien) |
| 21:30 | 21:30      |                                  |         |               | Publik: 32 430 Domare: Pierluigi Collina (Italien) | Publik: 32 430 Domare: Pierluigi Collina (Italien) |

|       | 2005-03-26 | Turkiet                              | 2 – 0   | Albanien | BJK İnönü Stadium, Istanbul                      |                                                  |
| 20:00 | 20:00      | Necati 3′ (str.) Yıldıray Baştürk 5′ | Rapport |          | Publik: 32 000 Domare: Konrad Plautz (Österrike) | Publik: 32 000 Domare: Konrad Plautz (Österrike) |
| 20:00 | 20:00      |                                      |         |          | Publik: 32 000 Domare: Konrad Plautz (Österrike) | Publik: 32 000 Domare: Konrad Plautz (Österrike) |
| 20:00 | 20:00      |                                      |         |          | Publik: 32 000 Domare: Konrad Plautz (Österrike) | Publik: 32 000 Domare: Konrad Plautz (Österrike) |

|       | 2005-03-26 | Danmark                        | 3 – 0   | Kazakstan | Parken Stadium, Köpenhamn                        |                                                  |
| 20:00 | 20:00      | Møller 10′, 48′ C. Poulsen 33′ | Rapport |           | Publik: 20 980 Domare: Grzegorz Gilewski (Polen) | Publik: 20 980 Domare: Grzegorz Gilewski (Polen) |
| 20:00 | 20:00      |                                |         |           | Publik: 20 980 Domare: Grzegorz Gilewski (Polen) | Publik: 20 980 Domare: Grzegorz Gilewski (Polen) |
| 20:00 | 20:00      |                                |         |           | Publik: 20 980 Domare: Grzegorz Gilewski (Polen) | Publik: 20 980 Domare: Grzegorz Gilewski (Polen) |

|       | 2005-03-26 | Georgien     | 1 – 3   | Grekland                                 | Mikheil Meskhi Stadium, Tbilisi                  |                                                  |
| 20:30 | 20:30      | Asatiani 22′ | Rapport | Kapsis 43′ Vryzas 44′ Giannakopoulos 53′ | Publik: 23 000 Domare: Roberto Rosetti (Italien) | Publik: 23 000 Domare: Roberto Rosetti (Italien) |
| 20:30 | 20:30      |              |         |                                          | Publik: 23 000 Domare: Roberto Rosetti (Italien) | Publik: 23 000 Domare: Roberto Rosetti (Italien) |
| 20:30 | 20:30      |              |         |                                          | Publik: 23 000 Domare: Roberto Rosetti (Italien) | Publik: 23 000 Domare: Roberto Rosetti (Italien) |

|       | 2005-03-30 | Ukraina     | 1 – 0   | Danmark | Olimpiysky National Sports Complex, Kiev        |                                                 |
| 19:15 | 19:15      | Voronin 68′ | Rapport |         | Publik: 60 000 Domare: Ľuboš Micheľ (Slovakien) | Publik: 60 000 Domare: Ľuboš Micheľ (Slovakien) |
| 19:15 | 19:15      |             |         |         | Publik: 60 000 Domare: Ľuboš Micheľ (Slovakien) | Publik: 60 000 Domare: Ľuboš Micheľ (Slovakien) |
| 19:15 | 19:15      |             |         |         | Publik: 60 000 Domare: Ľuboš Micheľ (Slovakien) | Publik: 60 000 Domare: Ľuboš Micheľ (Slovakien) |

|       | 2005-03-30 | Georgien                       | 2 – 5   | Turkiet                                       | Mikheil Meskhi Stadium, Tbilisi            |                                            |
| 20:30 | 20:30      | Amisulashvili 13′ Iashvili 40′ | Rapport | Tolga 12′ Tekke 20′, 35′ Koray 72′ Tuncay 89′ | Publik: 10 000 Domare: Terje Hauge (Norge) | Publik: 10 000 Domare: Terje Hauge (Norge) |
| 20:30 | 20:30      |                                |         |                                               | Publik: 10 000 Domare: Terje Hauge (Norge) | Publik: 10 000 Domare: Terje Hauge (Norge) |
| 20:30 | 20:30      |                                |         |                                               | Publik: 10 000 Domare: Terje Hauge (Norge) | Publik: 10 000 Domare: Terje Hauge (Norge) |

|       | 2005-03-30 | Grekland                      | 2 – 0   | Albanien | Karaiskakis Stadium, Pireus                       |                                                   |
| 21:30 | 21:30      | Charisteas 33′ Karagounis 84′ | Rapport |          | Publik: 31 700 Domare: Bertrand Layec (Frankrike) | Publik: 31 700 Domare: Bertrand Layec (Frankrike) |
| 21:30 | 21:30      |                               |         |          | Publik: 31 700 Domare: Bertrand Layec (Frankrike) | Publik: 31 700 Domare: Bertrand Layec (Frankrike) |
| 21:30 | 21:30      |                               |         |          | Publik: 31 700 Domare: Bertrand Layec (Frankrike) | Publik: 31 700 Domare: Bertrand Layec (Frankrike) |

|       | 2005-06-04 | Ukraina                          | 2 – 0   | Kazakstan | Olimpiysky National Sports Complex, Kiev         |                                                  |
| 19:15 | 19:15      | Shevchenko 18′ Avdeev 83′ (sjm.) | Rapport |           | Publik: 45 000 Domare: Gerald Lehner (Österrike) | Publik: 45 000 Domare: Gerald Lehner (Österrike) |
| 19:15 | 19:15      |                                  |         |           | Publik: 45 000 Domare: Gerald Lehner (Österrike) | Publik: 45 000 Domare: Gerald Lehner (Österrike) |
| 19:15 | 19:15      |                                  |         |           | Publik: 45 000 Domare: Gerald Lehner (Österrike) | Publik: 45 000 Domare: Gerald Lehner (Österrike) |

|       | 2005-06-04 | Albanien               | 3 – 2   | Georgien                      | Qemal Stafa, Tirana                          |                                              |
| 20:30 | 20:30      | Tare 6′, 56′ Skela 33′ | Rapport | Burduli 85′ Kobiashvili 90+4′ | Publik: 0 Domare: Alexandru Tudor (Rumänien) | Publik: 0 Domare: Alexandru Tudor (Rumänien) |
| 20:30 | 20:30      |                        |         |                               | Publik: 0 Domare: Alexandru Tudor (Rumänien) | Publik: 0 Domare: Alexandru Tudor (Rumänien) |
| 20:30 | 20:30      |                        |         |                               | Publik: 0 Domare: Alexandru Tudor (Rumänien) | Publik: 0 Domare: Alexandru Tudor (Rumänien) |

|       | 2005-06-04 | Turkiet | 0 – 0   | Grekland | BJK İnönü Stadium, Istanbul                   |                                               |
| 21:00 | 21:00      |         | Rapport |          | Publik: 26 700 Domare: Markus Merk (Tyskland) | Publik: 26 700 Domare: Markus Merk (Tyskland) |
| 21:00 | 21:00      |         |         |          | Publik: 26 700 Domare: Markus Merk (Tyskland) | Publik: 26 700 Domare: Markus Merk (Tyskland) |
| 21:00 | 21:00      |         |         |          | Publik: 26 700 Domare: Markus Merk (Tyskland) | Publik: 26 700 Domare: Markus Merk (Tyskland) |

|       | 2005-06-08 | Danmark                      | 3 – 1   | Albanien    | Parken Stadium, Köpenhamn                         |                                                   |
| 20:00 | 20:00      | Larsen 5′, 47′ Jørgensen 55′ | Rapport | Bogdani 73′ | Publik: 26 366 Domare: Peter Fröjdfeldt (Sverige) | Publik: 26 366 Domare: Peter Fröjdfeldt (Sverige) |
| 20:00 | 20:00      |                              |         |             | Publik: 26 366 Domare: Peter Fröjdfeldt (Sverige) | Publik: 26 366 Domare: Peter Fröjdfeldt (Sverige) |
| 20:00 | 20:00      |                              |         |             | Publik: 26 366 Domare: Peter Fröjdfeldt (Sverige) | Publik: 26 366 Domare: Peter Fröjdfeldt (Sverige) |

|       | 2005-06-08 | Kazakstan | 0 – 6   | Turkiet                                                       | Almaty Central Stadium, Almaty                |                                               |
| 21:00 | 21:00      |           | Rapport | Tekke 13′, 85′ Toraman 15′ Tuncay 41′, 90′ Halil Altıntop 88′ | Publik: 20 000 Domare: Viktor Kassai (Ungern) | Publik: 20 000 Domare: Viktor Kassai (Ungern) |
| 21:00 | 21:00      |           |         |                                                               | Publik: 20 000 Domare: Viktor Kassai (Ungern) | Publik: 20 000 Domare: Viktor Kassai (Ungern) |
| 21:00 | 21:00      |           |         |                                                               | Publik: 20 000 Domare: Viktor Kassai (Ungern) | Publik: 20 000 Domare: Viktor Kassai (Ungern) |

|       | 2005-06-08 | Grekland | 0 – 1   | Ukraina   | Karaiskakis Stadium, Pireus                         |                                                     |
| 21:30 | 21:30      |          | Rapport | Husin 82′ | Publik: 33 500 Domare: René Temmink (Nederländerna) | Publik: 33 500 Domare: René Temmink (Nederländerna) |
| 21:30 | 21:30      |          |         |           | Publik: 33 500 Domare: René Temmink (Nederländerna) | Publik: 33 500 Domare: René Temmink (Nederländerna) |
| 21:30 | 21:30      |          |         |           | Publik: 33 500 Domare: René Temmink (Nederländerna) | Publik: 33 500 Domare: René Temmink (Nederländerna) |

|       | 2005-08-17 | Kazakstan        | 1 – 2   | Georgien            | Almaty Central Stadium, Almaty                     |                                                    |
| 18:00 | 18:00      | Kenzhekhanov 23′ | Rapport | Demetradze 50′, 82′ | Publik: 9 000 Domare: Richard Havrilla (Slovakien) | Publik: 9 000 Domare: Richard Havrilla (Slovakien) |
| 18:00 | 18:00      |                  |         |                     | Publik: 9 000 Domare: Richard Havrilla (Slovakien) | Publik: 9 000 Domare: Richard Havrilla (Slovakien) |
| 18:00 | 18:00      |                  |         |                     | Publik: 9 000 Domare: Richard Havrilla (Slovakien) | Publik: 9 000 Domare: Richard Havrilla (Slovakien) |

|       | 2005-09-03 | Albanien               | 2 – 1   | Kazakstan     | Qemal Stafa, Tirana                            |                                                |
| 20:00 | 20:00      | Myrtaj 53′ Bogdani 56′ | Rapport | Nizovtsev 62′ | Publik: 3 000 Domare: Krzysztof Słupik (Polen) | Publik: 3 000 Domare: Krzysztof Słupik (Polen) |
| 20:00 | 20:00      |                        |         |               | Publik: 3 000 Domare: Krzysztof Słupik (Polen) | Publik: 3 000 Domare: Krzysztof Słupik (Polen) |
| 20:00 | 20:00      |                        |         |               | Publik: 3 000 Domare: Krzysztof Słupik (Polen) | Publik: 3 000 Domare: Krzysztof Słupik (Polen) |

|       | 2005-09-03 | Georgien       | 1 – 1   | Ukraina   | Mikheil Meskhi Stadium, Tbilisi              |                                              |
| 20:15 | 20:15      | Gakhokidze 89′ | Rapport | Rotan 43′ | Publik: 0 Domare: Tom Henning Øvrebø (Norge) | Publik: 0 Domare: Tom Henning Øvrebø (Norge) |
| 20:15 | 20:15      |                |         |           | Publik: 0 Domare: Tom Henning Øvrebø (Norge) | Publik: 0 Domare: Tom Henning Øvrebø (Norge) |
| 20:15 | 20:15      |                |         |           | Publik: 0 Domare: Tom Henning Øvrebø (Norge) | Publik: 0 Domare: Tom Henning Øvrebø (Norge) |

|       | 2005-09-03 | Turkiet            | 2 – 2   | Danmark                  | BJK İnönü Stadium, Istanbul                             |                                                         |
| 21:00 | 21:00      | Okan 47′ Tümer 80′ | Rapport | C. Jensen 40′ Larsen 93′ | Publik: 29 721 Domare: Manuel Mejuto González (Spanien) | Publik: 29 721 Domare: Manuel Mejuto González (Spanien) |
| 21:00 | 21:00      |                    |         |                          | Publik: 29 721 Domare: Manuel Mejuto González (Spanien) | Publik: 29 721 Domare: Manuel Mejuto González (Spanien) |
| 21:00 | 21:00      |                    |         |                          | Publik: 29 721 Domare: Manuel Mejuto González (Spanien) | Publik: 29 721 Domare: Manuel Mejuto González (Spanien) |

|       | 2005-09-07 | Kazakstan          | 1 – 2   | Grekland                              | Almaty Central Stadium, Almaty                    |                                                   |
| 19:00 | 19:00      | Zhalmagambetov 53′ | Rapport | Giannakopoulos 78′ Liberopoulos 90+4′ | Publik: 18 000 Domare: Alexandru Tudor (Rumänien) | Publik: 18 000 Domare: Alexandru Tudor (Rumänien) |
| 19:00 | 19:00      |                    |         |                                       | Publik: 18 000 Domare: Alexandru Tudor (Rumänien) | Publik: 18 000 Domare: Alexandru Tudor (Rumänien) |
| 19:00 | 19:00      |                    |         |                                       | Publik: 18 000 Domare: Alexandru Tudor (Rumänien) | Publik: 18 000 Domare: Alexandru Tudor (Rumänien) |

|       | 2005-09-07 | Ukraina | 0 – 1   | Turkiet   | Olimpiysky National Sports Complex, Kiev      |                                               |
| 19:15 | 19:15      |         | Rapport | Tümer 55′ | Publik: 67 000 Domare: Alain Sars (Frankrike) | Publik: 67 000 Domare: Alain Sars (Frankrike) |
| 19:15 | 19:15      |         |         |           | Publik: 67 000 Domare: Alain Sars (Frankrike) | Publik: 67 000 Domare: Alain Sars (Frankrike) |
| 19:15 | 19:15      |         |         |           | Publik: 67 000 Domare: Alain Sars (Frankrike) | Publik: 67 000 Domare: Alain Sars (Frankrike) |

|       | 2005-09-07 | Danmark                                                       | 6 – 1   | Georgien       | Parken Stadium, Köpenhamn                           |                                                     |
| 20:00 | 20:00      | Jensen 10′ Poulsen 30′ Agger 43′ Tomasson 55′ Larsen 80′, 84′ | Rapport | Demetradze 37′ | Publik: 27 177 Domare: Emil Bozinovski (Makedonien) | Publik: 27 177 Domare: Emil Bozinovski (Makedonien) |
| 20:00 | 20:00      |                                                               |         |                | Publik: 27 177 Domare: Emil Bozinovski (Makedonien) | Publik: 27 177 Domare: Emil Bozinovski (Makedonien) |
| 20:00 | 20:00      |                                                               |         |                | Publik: 27 177 Domare: Emil Bozinovski (Makedonien) | Publik: 27 177 Domare: Emil Bozinovski (Makedonien) |

|       | 2005-10-08 | Ukraina                  | 2 – 2   | Albanien         | Stadium Meteor, Dnipropetrovsk                 |                                                |
| 19:15 | 19:15      | Shevchenko 45′ Rotan 86′ | Rapport | Bogdani 75′, 83′ | Publik: 24 000 Domare: Johan Verbist (Belgien) | Publik: 24 000 Domare: Johan Verbist (Belgien) |
| 19:15 | 19:15      |                          |         |                  | Publik: 24 000 Domare: Johan Verbist (Belgien) | Publik: 24 000 Domare: Johan Verbist (Belgien) |
| 19:15 | 19:15      |                          |         |                  | Publik: 24 000 Domare: Johan Verbist (Belgien) | Publik: 24 000 Domare: Johan Verbist (Belgien) |

|       | 2005-10-08 | Danmark       | 1 – 0   | Grekland | Parken Stadium, Köpenhamn                           |                                                     |
| 20:00 | 20:00      | Gravgaard 40′ | Rapport |          | Publik: 42 099 Domare: Frank De Bleeckere (Belgien) | Publik: 42 099 Domare: Frank De Bleeckere (Belgien) |
| 20:00 | 20:00      |               |         |          | Publik: 42 099 Domare: Frank De Bleeckere (Belgien) | Publik: 42 099 Domare: Frank De Bleeckere (Belgien) |
| 20:00 | 20:00      |               |         |          | Publik: 42 099 Domare: Frank De Bleeckere (Belgien) | Publik: 42 099 Domare: Frank De Bleeckere (Belgien) |

|       | 2005-10-08 | Georgien | 0 – 0   | Kazakstan | Boris Paichadze Stadium, Tbilisi         |                                          |
| 20:00 | 20:00      |          | Rapport |           | Publik: 0 Domare: Jouni Hyytiä (Finland) | Publik: 0 Domare: Jouni Hyytiä (Finland) |
| 20:00 | 20:00      |          |         |           | Publik: 0 Domare: Jouni Hyytiä (Finland) | Publik: 0 Domare: Jouni Hyytiä (Finland) |
| 20:00 | 20:00      |          |         |           | Publik: 0 Domare: Jouni Hyytiä (Finland) | Publik: 0 Domare: Jouni Hyytiä (Finland) |

|       | 2005-10-12 | Albanien | 0 – 1   | Turkiet   | Qemal Stafa, Tirana                                  |                                                      |
| 18:00 | 18:00      |          | Rapport | Tümer 58′ | Publik: 8 000 Domare: Arturo Daudén Ibáñez (Spanien) | Publik: 8 000 Domare: Arturo Daudén Ibáñez (Spanien) |
| 18:00 | 18:00      |          |         |           | Publik: 8 000 Domare: Arturo Daudén Ibáñez (Spanien) | Publik: 8 000 Domare: Arturo Daudén Ibáñez (Spanien) |
| 18:00 | 18:00      |          |         |           | Publik: 8 000 Domare: Arturo Daudén Ibáñez (Spanien) | Publik: 8 000 Domare: Arturo Daudén Ibáñez (Spanien) |

|       | 2005-10-12 | Grekland         | 1 – 0   | Georgien | Karaiskakis Stadium, Pireus                       |                                                   |
| 19:00 | 19:00      | Papadopoulos 17′ | Rapport |          | Publik: 28 186 Domare: Matteo Trefoloni (Italien) | Publik: 28 186 Domare: Matteo Trefoloni (Italien) |
| 19:00 | 19:00      |                  |         |          | Publik: 28 186 Domare: Matteo Trefoloni (Italien) | Publik: 28 186 Domare: Matteo Trefoloni (Italien) |
| 19:00 | 19:00      |                  |         |          | Publik: 28 186 Domare: Matteo Trefoloni (Italien) | Publik: 28 186 Domare: Matteo Trefoloni (Italien) |

|       | 2005-10-12 | Kazakstan  | 1 – 2   | Danmark                    | Almaty Central Stadium, Almaty                 |                                                |
| 22:00 | 22:00      | Kuchma 86′ | Rapport | Gravgaard 46′ Tomasson 49′ | Publik: 8 050 Domare: Edo Trivković (Kroatien) | Publik: 8 050 Domare: Edo Trivković (Kroatien) |
| 22:00 | 22:00      |            |         |                            | Publik: 8 050 Domare: Edo Trivković (Kroatien) | Publik: 8 050 Domare: Edo Trivković (Kroatien) |
| 22:00 | 22:00      |            |         |                            | Publik: 8 050 Domare: Edo Trivković (Kroatien) | Publik: 8 050 Domare: Edo Trivković (Kroatien) |

## Skytteligan
| Nr | Spelare                | Land     | Mål |
| -- | ---------------------- | -------- | --- |
| 1  | Fatih Tekke            | Turkiet  | 7   |
| 2  | Jon Dahl Tomasson      | Danmark  | 6   |
| 2  | Andriy Shevchenko      | Ukraina  | 6   |
| 4  | Søren Larsen           | Danmark  | 5   |
| 4  | Giorgi Demetradze      | Georgien | 5   |
| 6  | Erjon Bogdani          | Albanien | 4   |
| 7  | Martin Jørgensen       | Danmark  | 3   |
| 7  | Malkhaz Asatiani       | Georgien | 3   |
| 7  | Stelios Giannakopoulos | Grekland | 3   |
| 7  | Angelos Charisteas     | Grekland | 3   |
| 7  | Tuncay Şanlı           | Turkiet  | 3   |
| 7  | Tümer Metin            | Turkiet  | 3   |
| 7  | Andriy Husin           | Ukraina  | 3   |